# Museo biblico di Münster
Il Museo biblico di Münster (in tedesco Bibelmuseum Münster) è un museo di Münster, in Germania, che racconta la storia della Bibbia dall'inizio della redazione manoscritta alla diffusione contemporanea. Principalmente si concentra sul Nuovo Testamento in greco e sulla Bibbia in tedesco. Il museo è parte dell'Istituto per la ricerca testuale neotestamentaria dell'Università di Münster.

## Storia
Il museo è stato fondato come un dipartimento dell'Istituto per la ricerca testuale neotestamentaria da Kurt Aland e fu inaugurato l'8 marzo 1979 alla presenza del presidente federale Walter Scheel. All'epoca era il primo e l'unico museo biblico del mondo. Nel 1983, Barbara Aland ne divenne direttrice; a lei è succeduto nell'ottobre del 2004 bHolger Strutwolf.

## Collezione permanente
La collezione permanente del museo include:
- I primitivi manoscritti greci su papiro, pergamena e carta
- Esemplari di libri a stampa con il testo greco del Nuovo Testamento
- Illustrazioni della Bibbia opera di pittori celebri come Hans Holbein e Marc Chagall
- La storia della Bibbia inglese: dalle traduzioni pre-luterane alla Bibbia di Lutero alle traduzioni contemporanee nei differenti dialetti
- Una riproduzione del torchio tipografico di Johannes Gutenberg
- Bibbia poliglotta: edizioni multilingue (latino, copto, siriaco, etiope etc.)
- L'opera delle Società Bibliche Unite

La base di questa esposizione è una collezione privata, a cui sono stati aggiunti documenti e reperti dell'Istituto per la ricerca testuale neotestamentaria. Negli anni la collezione si è accresciuta, anche grazie al prestito di manoscritti di un collezionista privato norvegese. Nell'aprile del 2010 ha acquisito la più grande collezione privata di Bibbie, quella del collezionista Walter Remy, forte di 379 Bibbie latine e greche e 16 200 Bibbie multilingue dal XVI al XVIII secolo.
Alcuni manoscritti antichi in possesso dell'Istituto per la ricerca testuale neotestamentaria sono esposti nel Museo:
- Minuscoli: 676, 798, 1432, 2444, 2445, 2446, 2460, 2754, 2755, 2756, 2793;
- Lezionari: ℓ1681, ℓ1682, ℓ1683, ℓ1684, ℓ1685, ℓ1686, ℓ2005, ℓ2137, ℓ2208, ℓ2276.